# Solea aegyptiaca
Solea aegyptiaca — вид камбалоподібних риб родини Язикових (Soleidae), ряду Камбалоподібні (Pleuronectiformes).

## Поширення
Це морський, субтропічний, демерсальний вид. Вид є ендеміком Середземного моря, він відомий біля берегів Єгипту і Тунісу та у Суецькому каналі. Може зустрічатися на півдні Адріатичного моря.

## Опис
Риба у середньому сягає 30 см завдовжки, максимум до 65 см. Максимальна вага — 3 кг.

## Спосіб життя
Мешкає на мулистому дні у прибережних водах. Харчується донними безхребетними, наприклад, кишковопорожнинними, багатощетинковими черв'яками і молюсками.